# Premio Nacional de Artes Visuales
El Premio Nacional de Artes Visuales es un concurso para artistas de Uruguay que se realiza desde el año 1937. La organización del Premio depende de la Dirección Nacional de Cultura del MEC y actualmente es organizado por el Instituto Nacional de Artes Visuales.

## Historia
La primera edición se llevó a cabo en 1937 a cargo del entonces Ministerio de Instrucción Pública, con Eduardo Victor Haedo como ministro, con el nombre "Salón Nacional, Primera Exposición Anual de Bellas Artes". La exposición de las obras seleccionadas se realizó en la planta alta derecha del Teatro Solis.
Al mismo tiempo se presentó el decreto de institucionalización de la Comisión Nacional de Bellas Artes con el objetivo de asesorar al Estado en materia artística y estimular y difundir la creación artística nacional. La misma estaba presidida por Horacio Acosta y Lara y como vicepresidentes Raúl Montero Bustamante y Carlos Herrera Mac Lean. Integraban la comisión como vocales Ernesto Laroche (director de Museo de Bellas Artes), Fernán Silva Valdés y Domingo Bazzurro, entre otros.
El Salón Nacional se realizó como Exposición Anual de Bellas Artes hasta 1943, con secciones de Pintura, Escultura y “Artes del dibujo y del grabado”. Otorgaba medallas de oro, plata y bronce por categoría, acompañadas de una dotación económica, así como menciones patrocinadas por instituciones estatales, empresas y particulares. En esas primeras siete ediciones del Salón fueron premiados artistas como Pedro Figari, Joaquín Torres García, José Cuneo, Carmelo de Arzadun, Amalia Nieto, Luis Alberto Solari, Luis Mazzey, Amalia Polleri, Petrona Viera y muchos otros. Eran salones concurridos, con mucha participación y una importante cantidad de obras participaban de las exposiciones.
A partir de 1944 se redujo el nombre a Salón Nacional, y en 1946 se dividió en Salón Nacional para obras de pintura y escultura y además un Salón Nacional de Dibujo y Grabado; en 1950 se agregó un Salón Nacional de Acuarelas, y fue a partir de 1952 que se unificó como Salón Nacional de Artes Plásticas, manteniendo las categorías técnicas en la premiación e incluyendo también una sección para libros ilustrados y artes aplicadas. 
En la segunda mitad de la década de 1960 se institucionalizó como sede expositiva el Museo de Bellas Artes del Parque Rodó (actual MNAV) y los premios adquisición pasaron oficialmente a enriquecer su acervo. Con Julio María Sanguinetti como presidente de la Comisión, que cambiaría su nombre a Comisión Nacional de Artes Plásticas, y un marcado cambio conceptual respecto a los salones tradicionales: se eliminaron las secciones técnicas en la premiación para dar lugar a nuevos medios y expresiones. Se mantuvo el compromiso de mantener la tradicional fecha inauguración del salón anual el 25 de agosto, Día de la Declaratoria de la independencia de Uruguay.
A comienzos de la década de 1970 se plantea un formato más flexible, adaptado al momento, al tiempo que se cuestiona la validez del formato de salón tradicional como plataforma de difusión del arte nuevo. Es el auge de la pintura geométrica y el arte matérico, instalaciones, arte textil y fotografía surgen como nuevos medios y soportes expresivos, y numerosos artistas nacionales afianzan su carrera con el reconocimiento que brinda la participación en el salón. Se destacan los nombres de Nelson Ramos, Ruisdael Suárez, Cecilia Brugnini, Ernesto Aroztegui, María Freire, José Pedro Costigliolo, Lincoln Presno, Alfredo Testoni, Rimer Cardillo, Teresa Vila y Salustiano Pintos entre muchos otros.
El período de la dictadura cívico-militar en Uruguay (1973-1985) paralizó el impulso de la década anterior, acompañado del cierre de la Escuela de Bellas Artes y el exilio de numerosos artistas. El perfil de los salones durante la dictadura fue conservador y tradicional. La última edición de este período se realizó en 1984 con premiaciones en secciones técnicas de pintura, dibujo y grabado. En 1984 el país retornó a la democracia, pero la no renovación de la Comisión Nacional de Artes Plásticas y Visuales a las nuevas autoridades implicó un cierre de 17 años hasta que surgiera una nueva convocatoria para un Salón Nacional.
Con el impulso de Antonio Mercader a cargo de Ministerio de Educación y Cultura, el 25 de agosto de 2001 se inauguró el 49 Salón Nacional de Artes Visuales en el MNAV con una selección de los más de 1300 trabajos presentados al concurso, en la que se pudo apreciar la obra de una generación de artistas gestada fuera del formato de salones oficiales, donde destacan los nombres de Pablo Uribe, Pablo Damiani, Alejandro Turell y Cecilia Vignolo, entre otros.
Desde 2002 se realiza con frecuencia bianual, alternando con la edición del Salón Municipal (hoy Premio Montevideo de Artes Visuales) convocado por la Intendencia de Montevideo. En 2006 se cambió su denominación a Premio Nacional de Artes Visuales, incorporando además el nombre de un destacado artista local en actividad como reconocimiento a su trayectoria y con jurados internacionales para la etapa de premiación. En las siguientes ediciones se fueron reformulando los criterios de la convocatoria, el fallo inapelable está a cargo de un jurado externo al MEC convocado especialmente para cada ocasión.
Hasta la edición 57.ª (2016) la exposición de obras seleccionadas y premiadas se realizó en el Museo Nacional de Artes Visuales, en 2018 se cambió la sede expositiva al renovado Espacio de Arte Contemporáneo, manteniendo la convocatoria a nivel nacional y los objetivos de apoyar, fortalecer y difundir la producción del arte actual.

## Premios entregados en ediciones recientes
| Año  | Ed. | Nombre                                                | Artistas premiados |
| ---- | --- | ----------------------------------------------------- | --- |
| 2006 | 52  | Premio Nacional de Artes Visuales María Freire        | Cecilia Vignolo, Gabriel Lema, Javier Gil, Alejandro Palomeque, Francisco Tomsich, Omar Santiago                                                   |
| 2008 | 53  | Premio Nacional de Artes Visuales Hugo Nantes         | Alberto Lastreto, Juan Burgos, Juan Manuel Rodríguez, Pedro Tyler, Fernando Foglino, Javier Abreu, Yudi Yudoyoko                                   |
| 2010 | 54  | Premio Nacional de Artes Visuales Carmelo Arden Quin  | Juan Ángel Urruzola, Diego Focaccio, Juan Manuel Rodríguez, Santiago Velazco, María Clara Rossi, Martín Pelenur, Luciana Damiani, Ana María Dolder |
| 2012 | 55  | Premio Nacional de Artes Visuales Wifredo Díaz Valdéz | Lucas Cilintano, Agustín Banchero y Eduardo Cardozo (como colectivo). Juan Manuel Rodríguez, Federico Rubio, Hugo Alíes, Diego Masi                |
| 2014 | 56  | Premio Nacional de Artes Visuales José Gamarra        | María Agustina Fernández Raggio, Diego Velazco, Paola Monzillo, Teresa Puppo, Augusto Gadea, Simone Coitiño                                        |
| 2016 | 57  | Premio Nacional de Artes Visuales Octavio Podestá     | Eloísa Ibarra, Fernando Barrios, Silvina Arismendi, Diego Focaccio, María Clara Rossi                                                              |
| 2018 | 58  | Premio Nacional de Artes Visuales Linda Kohen         | Emilio Bianchic, María Agustina Fernández Raggio, Rita Fischer, Casa de Balneario, Seida Lans                                                      |
| 2020 | 59  | Premio Nacional de Artes Visuales Margaret Whyte      | Michael Bahr, Adriana Belbussi, Raquel Bessio, Yvonne D’Acosta, Jacqueline Lacasa, José Luis Parodi                                                |
| 2022 | 60  | Premio Nacional de Artes Visuales Gladys Afamado      | Guadalupe Ayala, Guillermo Zabaleta, Valentina Cardellino, Luciana Damiani                                                                         |
| 2024 | 61  | Premio Nacional de Artes Visuales Clever Lara         | Francesca Cassariego, Aníbal Conde y Magdalena Leite, Fernando Sicco, Magali Milkis                                                                |